# إسماعيل مردنلي
إسماعيل مردنلي سوري الاصل من منطقة حلب) مواليد 8 يناير 1987 لاعب كرة قدم قطري دولي يجيد اللعب في خط الهجوم.

## مسيرة اللاعب
لعب سابقاً مع نادي الاتحاد السوري ونادي الجيش القطري ونادي أم صلال ونادي الوكرة ونادي مسيمير.

## روابط خارجية
- إسماعيل مردنلي على موقع قاعدة بيانات كرة القدم.إي يو (الإنجليزية)
- إسماعيل مردنلي على موقع Soccerway.com (الإنجليزية)